# ۱۳۱۶ (خورشیدی)
۱۳۱۶ هزار و سیصد و شانزدهمین سال هجری خورشیدی سالی عادی است.

## رویدادها
- دستگیری اولین زندانیان سیاسی معروف به ۵۳ نفر در دوران رضاشاه.
- گشایش موزه ملی ایران (موزه ایران باستان)

## زادروزها
- ۳ فروردین - پرویز تناولی، مجسمه‌ساز، نقاش، پژوهش‌گر
- ۴ فروردین - عباس پهلوان، نویسنده و فعال سیاسی
- ۱۰ فروردین - عباسعلی عمید زنجانی، اولین رئیس روحانی دانشگاه تهران
- ۱۳ اردیبهشت - محمد حقوقی، شاعر و نویسنده
- ۱۵ اردیبهشت - همایون (بازیگر)،بازیگر
- ۴ خرداد - جهانبخش پازوکی، ترانه‌ساز و ترانه‌سرا
- ۷ خرداد - مهدیه الهی قمشه ای، شاعر، مولوی‌شناس و محقق ادبیات عرفانی
- ۳ مهر – عباس شفیعی، داروساز، شیمیدان، استاد دانشگاه و ملقب به پدر داروسازی نوین ایران
- ۱۴ مهر - مهدی کروبی، سیاستمدار و رئیس پیشین مجلس ایران
- ۲۱ مهر - لوریس چکناواریان، موسیقی دان ،آهنگساز و رهبر ارکستر
- ۴ آذر - قاسم صنعوی، مترجم
- ۹ آذر - منصور اوجی، شاعر
- ۱۶ آذر - احمد تفضلی، محقق، پژوهشگر
- ۱۹ دی - بیژن جزنی، از سیاسیون ایرانی
- ۲۸ دی - ایرج بقایی کرمانی، نویسنده و شاعر
- ۲۰ اسفند _ بهروز وثوقی، بازیگر
- ۲۰ اسفند - نوذر پرنگ، شاعر و ترانه سرا
- ۲۱ اسفند - فرهاد فخرالدینی، موسیقی دان
- ۲۵ اسفند - هوشنگ گلشیری، نویسنده

تاریخ نامشخص
- منوچهر طیاب، مستندساز
- یوسف صانعی، مرجع تقلید
- مجید تهرانیان، پروفسور

## درگذشت‌ها
- ۲۰ شهریور - رضا کمال شهرزاد، نمایشنامه نویس
- ۱۰ آذر - سید حسن مدرس، روحانی و نماینده مجلس شورای ملی (زادروز ۱۲۴۹)[۱]
- ۱۲ دی - یوسف اعتصامی، مترجم
- ۲۰ دی - فیروز فیروز، سیاستمدار ایرانی در اواخر دوره قاجار واوایل دوره پهلوی